# Without Warning (21 Savage, Offset e Metro Boomin)
| Recensione           | Giudizio |
| -------------------- | -------- |
| AnyDecentMusic?      | 7,4/10   |
| Metacritic           | 78/100   |
| Consequence of Sound | B+       |
| Exclaim!             | 7/10     |
| HipHopDX             |          |
| HotNewHipHop         | 84%      |
| Pitchfork            | 8/10     |
| Pretty Much Amazing  | B+       |
| RapReviews.com       | 6/10     |
| XXL                  |          |

Without Warning è un album collaborativo del rapper britannico 21 Savage, del rapper statunitense Offset e del DJ statunitense Metro Boomin, pubblicato il 31 ottobre 2017 dalle etichette discografiche Boominati Worldwide, Capitol Records, Epic Records, Motown, Quality Control Music, Republic Records e Slaughter Gang. L'album presenta inoltre le collaborazioni di Travis Scott e Quavo. La produzione dell'album è stata gestita principalmente da Metro Boomin, con le produzioni aggiuntive di Bijan Amir, Cubeatz, Dre Moon e Southside.

## Antefatti
il 30 ottobre 2017 la Epic Records annunciò l'imminente pubblicazione dell'album, insieme alla lista dei collaboratori di esso.

## Performance commerciale
Without Warning debuttò alla posizione numero 4 della Billboard 200, vendendo 53.000 unità equivalenti ad album, di cui 11.000 in copia fisica. Questo fa di Without Warning il secondo piazzamento nella top 10 statunitense per 21 Savage, mentre risulta essere il primo sia per Offset (come solista), sia per Metro Boomin.

## Tracce
Crediti adattati da Tidal.
1. Ghostface Killers (feat. Travis Scott) – 4:28 (testo: Shayaa Joseph, Kiari Cephus, Leland Wayne, Jacques Webster – musica: Metro Boomin)
2. Rap Saved Me (feat. Quavo) – 4:17 (testo: Joseph, Cephus, Wayne, Quavious Marshall – musica: Metro Boomin)
3. Ric Flair Drip (Offset e Metro Boomin) – 2:52 (testo: Cephus, Wayne, Bijan Amirkhani – musica: Metro Boomin, Bijan Amir)
4. My Choppa Hate Niggas (21 Savage e Metro Boomin) – 2:28 (testo: Joseph, Wayne, Kevin Gomringer, Tim Gomringer – musica: Metro Boomin, Cubeatz)
5. Nightmare (Offset e Metro Boomin) – 2:27 (testo: Cephus, Wayne – musica: Metro Boomin)
6. Mad Stalkers – 3:22 (testo: Joseph, Cephus, Wayne, Andre Proctor – musica: Metro Boomin, Dre Moon)
7. Disrespectful – 2:40 (testo: Joseph, Cephus, Wayne – musica: Metro Boomin)
8. Run Up the Racks (21 Savage e Metro Boomin) – 3:09 (testo: Joseph, Wayne, Joshua Luellen – musica: Metro Boomin, Southside)
9. Still Serving – 3:51 (testo: Joseph, Cephus, Wayne, K. Gomringer, T. Gomringer – musica: Metro Boomim , Cubeatz)
10. Darth Vader – 3:48 (testo: Joseph, Cephus, Wayne – musica: Metro Boomin)

## Formazione

### Musicisti
- 21 Savage – voce (tracce 1, 2, 3, 4, 6–10)
- Offset– voce (tracce 1–3, 5–7, 9, 10)
- Travis Scott – voce aggiuntva (traccia 1)
- Quavo – voce aggiuntiva (traccia 2)

### Produzione
- Metro Boomin – produzione
- Bijan Amir – produzione (traccia 3)
- Cubeatz – produzione (tracce 4, 9)
- Dre Moon – produzione (traccia 6)
- Southside – produzione (traccia 8)

### Personale aggiuntivo
- Ethan Evans – registrazione (tracce 1–7, 9, 10), missaggio (tracce 1–6, 10)
- Joe LaPorta – mastering

## Classifiche

### Classifiche settimanali
| Classifica (2017)         | Posizione massima |
| ------------------------- | ----------------- |
| Australia                 | 39                |
| Belgio (Fiandre)          | 49                |
| Belgio (Vallonia)         | 101               |
| Canada                    | 5                 |
| Danimarca                 | 8                 |
| Finlandia                 | 13                |
| Francia                   | 76                |
| Italia                    | 77                |
| Norvegia                  | 7                 |
| Nuova Zelanda             | 15                |
| Paesi Bassi               | 24                |
| Regno Unito               | 41                |
| Stati Uniti               | 4                 |
| Stati Uniti (R&B/hip-hop) | 2                 |
| Stati Uniti (rap)         | 1                 |
| Svezia                    | 13                |

### Classifiche di fine anno
| Classifica (2018) | Posizione massima |
| ----------------- | ----------------- |
| Canada            | 43                |
| Danimarca         | 97                |
| Stati Uniti       | 45                |
| Svezia            | 75                |